# نادية بن بوتا
نادية بن بوتة(ولدت في 21 يناير 1970 -)، فنانة جزائرية [العربية] وتعيش وتعمل في باريس [العربية].
ولدت في الجزائر وتلقت تعليمها في المدرسة العليا للفنون الجميلة بالجزائر وفي المدرسة الوطنية للفنون الجميلة.
ان فنها يجمع بين عناصر تبدو غير ذات صلة بديهية: فوجدت صور من اعلانات ومن أفلام للأطفال ومصادر أخرى؛comic strip art واعلام واسلحة وتصميمات زخرفية.
تم عرض اعمالها في عروض منفردة في فرنسا وألمانيا واوكرانيا. شاركت في معارض جماعية في باريس و ليون [العربية] و مرسيلسا [العربية] و تولوز [العربية] وا ألمانيا والنرويج واليونان والجزائر ومدينة نيويورك.
تلقت نادية جائزة Albéric Rocheron سنة 1998 وجائزة نافذة للفنون الأوروبية "Fenêtre des Arts Européens" مقدمة من متحف سبرينغل في هانوفر [العربية] في عام 1999.
تحفظ اعمالها داخل مجموعات المكتبة الوطنية الفرنسية [العربية] والمدرسة الوطنية العليا للفنون الجميلة ومتحف سرينغان ومدينة بوبيني [العربية] .